# Dashboard (programa)
Dashboard é uma aplicação de Apple utilizado em seu sistema operacional, Mac OS X.
A Apple incorporou o conceito de dashboard e widgets a partir do Mac OS X v10.4 Tiger.
No Mac OS X se habilita clicando no ícone do Dock ou pressionando F12 no teclado. Ou ainda apertando a roda (scroll) do Mighty Mouse, se estiver configurada para tal.

## Instalação
Os widgets são transferidos do portal da Apple em pacotes zip, o usuário desarquiva o pacote e gera um arquivo com a extensão .wdgt. Clicando nesse ícone o widget é instalado.

## Lista de widgets nativos no Mac OS X v10.5 Leopard
- iTunes
- Lembretes
- iCal
- Agenda
- Jogo de Peças
- Google
- Dictionary/Teshaurus/
- Conversor
- Calculadora
- Business
- Movies
- ESPN
- Flight Tracker
- People
- Relógio internacional
- Ski Report
- Stocks (bolsa de valores)
- Tradução
- Weather
- Web clip

## Outros widgets para Mac OS X

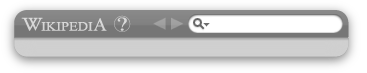
Widget da Wikipédia.

A Apple disponibiliza em seu portal milhares de widgets, dos mais variados estilos e funções, entre os quais se encontram os de referências (dicionários, enciclopédias e tesauro) e mecanismos de pesquisa diversos. Grande parte desse material é de contribuição de terceiros.
E alguns disponíveis em português, como:
- Dicionário (José Coelho)[2]
- Wikipédia - suporta várias línguas, incluindo português
- Wikcionário - suporta várias línguas
- Busca CEP Brasil (Guilherme Chapiewski)[3]
- Rastreamento de Encomendas dos Correios do Brasil (Guilherme Chapiewski)
- Mercado Livre Widget (Guilherme Chapiewski)
- Podbr Widget
- Programas populares como Transmit, Cyberduck e iStumbler são capazes de realizar determinadas funções via widget na dashboard (somente Mac OS X v10.4 e v10.5).

## Alternativas
- Yahoo! Widgets (antigo Konfabulator)
- Google Desktop